# Maquillador

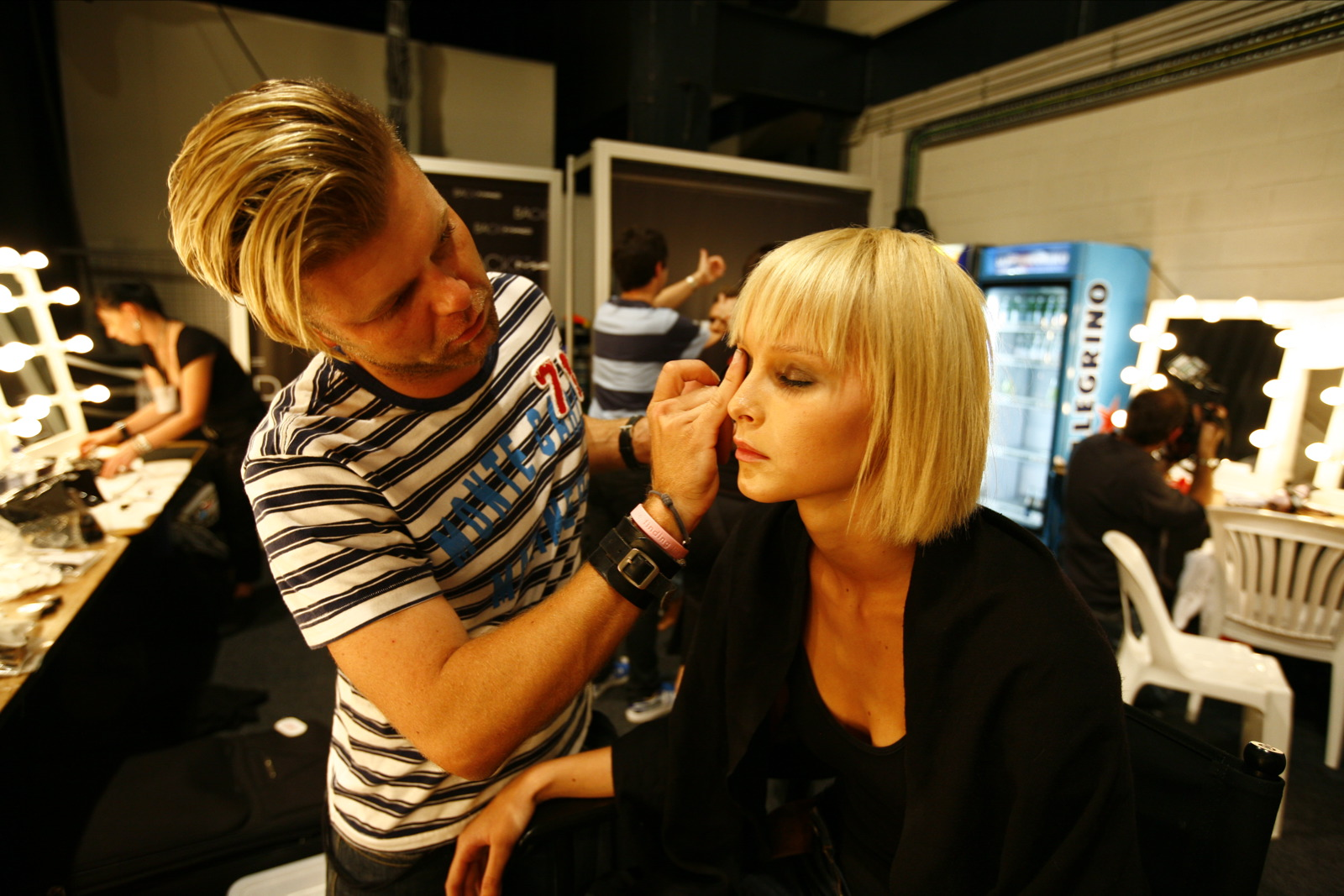
Maquillador de moda

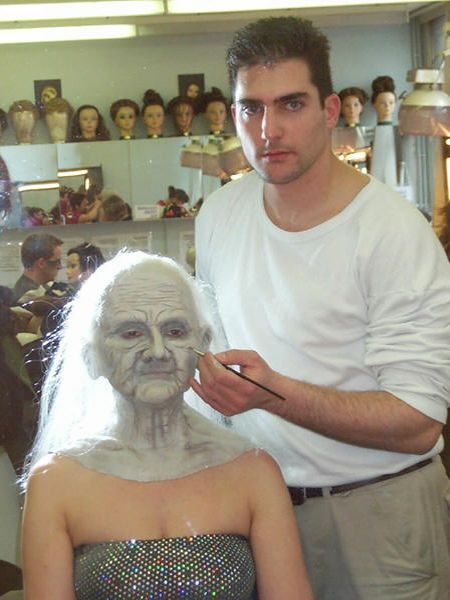
Maquillaje de efectos especiales

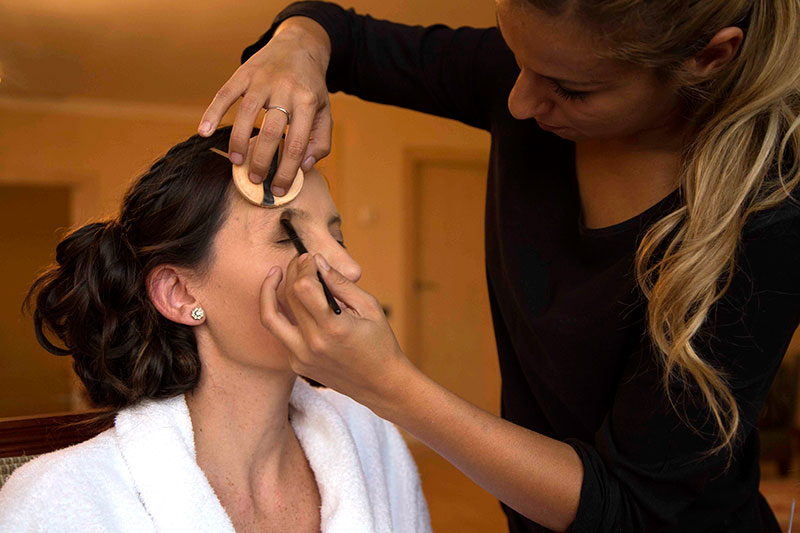
Maquilladora de novias y bodas

Se denomina maquillador o maquilladora a la persona que tiene como profesión encargarse de aplicar el maquillaje sobre la cara u otras partes del cuerpo a personas que desarrollan su profesión ante el público, tales como las dedicadas al mundo del espectáculo o los medios audiovisuales.

## Celebración
El 24 de junio se celebra el Día del Maquillador/Maquilladora a nivel internacional. La fecha se recuerda debido al fallecimiento de Bud Westmore en 1973, un prestigioso artista que participó en más de 450 películas en Hollywood.

## Profesiones
Entre las salidas profesionales del maquillador profesional figuran:
- Cine o teatro. El maquillador estudia los personajes que intervienen en la obra y prepara su caracterización de acuerdo al guion y a las instrucciones recibidas del director. Aplica cosméticos y maquillaje en la cara de los actores para conferirles la apariencia física del personaje al que representan. Una variedad particular representa el maquillaje de efectos especiales. En este caso, el maquillador, prepara prótesis con objeto de deformar la apariencia del actor. Para ello, se sirve de materiales como látex o silicona y diseña otros artículos como pelucas o barbas postizas. Modifica la apariencia o dimensiones del rostro y otras partes del cuerpo simulando sangre, deformaciones, cicatrices o heridas con objeto de provocar terror, congoja o repulsa en el espectador.[2] El maquillador de efectos especiales y su equipo trabajan en un taller y su labor se desarrolla fundamentalmente antes del rodaje.
- Televisión. Maquilla a los presentadores de los programas así como a los invitados e intervinientes en los mismos de acuerdo a los requisitos impuestos por la iluminación..
- Moda. El maquillador maquilla a las profesionales antes de comenzar el pase de modelos de acuerdo al estilismo designado por el diseñador. También desarrollan su labor en sesiones de fotos o de vídeo.
- Fotografía. El maquillador se convierte en colaborador del fotógrafo para crear el estilismo requerido.
- Promoción. Los maquilladores pueden trabajar en los puntos de venta aconsejando a las clientas el cosmético más adecuado para su tipo de piel o realizando demostraciones físicas por cuenta del fabricante. En este caso, compaginan su labor de profesional del maquillaje con la comercial al promover la venta del producto que están utilizando.
- Bodas. También pueden especializarse como maquilladora profesional de novias, maquilladora profesional de novias) encargándose de maquillar a la novia en el día de la boda, así como a los acompañantes si así se requiere (madrinas, damas de honor, etc.).
- Clases de Maquillaje profesional. Otro sector importante es el sector de la formación, donde se pueden impartir cursos profesionales de maquillaje, aplicando todo lo que se ha aprendido para que otras personas se inicien en el sector del maquillaje.